# Розетка (ботаніка)

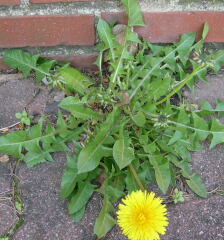
Розетка, листя в основі кульбаби

Розетка — це таке розташування листків у деяких рослин, коли стебло буває настільки укороченим, а листя розташовуються на ньому так близько один до одного, що міжвузля майже зовсім не розвиваються або тільки ледь помітні. Черешки листя в цьому випадку також бувають слабо розвинені. Таке розташування листя розеткою спостерігається у кульбаби (Taraxacum officinale), маргаритки (Bellis perennis), росички (Drosera) та інших. Особливо часто розетка трапляються у представників родини Айстрові (Asteraceae).
У кульбаби, маргаритки та росички стебло виявляється тільки під час цвітіння у вигляді довгої безлистої стрілки, що несе на своїй верхівці квіти. Стрілка являє собою одне довге міжвузля, а тому на ній і немає листя.
У деяких рослин, як, наприклад, іноді у капустяних (Brassicaceae), тільки нижні листки бувають зібрані в розетку, а вище на тому ж стеблі міжвузля стають довшими, в силу чого верхні листки виявляються розсунутими. Прикладом останнього може служити Грицики (Capsella bursa-pastoris) та деякі інші капустяні.
Розташування листя в розетці і ледь помітний розвиток стебла залежать безсумнівно від тих зовнішніх умов, в яких розвивається рослина. Так, листя бувають особливо часто зібрані розеткою в рослин високих гір (альпійської флори) та рідше на рівнинах, переважно в помірному та холодному кліматі, де це допомагає багаторічним рослинам перечекати зиму. У посушливих областях, де більш компактна форма допомагає зменшити випаровування та економити воду, розеткові рослини також широко поширені.